# العصر الحجري الصيني
الصين هي أحد مواطن الانسان الاول. ففى أزمنة مبكرة جدا كان يعيش في هذه البقاع أسلاف الشعب الصينى الذين كشفت الحفريات عن آثارهم في بكين ومقاطعات يوننان وشنشي وشانشي وقويتشو وخنان. وقد عثر في مقاطعة يوننان على أسنان متحجرة من 1700000 سنة تعودلإنسان يوانمو وهو أقدم إنسان في الصين عرف حتى الآن. وجاء بعده إنسان لانتيان المكتشف في مقاطعة شنشى ويرجع إلى ما قبل 800000 م سنة فإنسان بكين قبل 400000 - 750000 سنة، وكان يقيم في تل لونغقو قرب تشوكوديان جنوب غربى بكين. ومن منبوشات الادوات الحجرية المتواضعة التي استعملها انسان بكين، ومخلفات النار وأحافير الثدييات استكملت صورة واضحة للانسان الأول في تاريخ الصين.

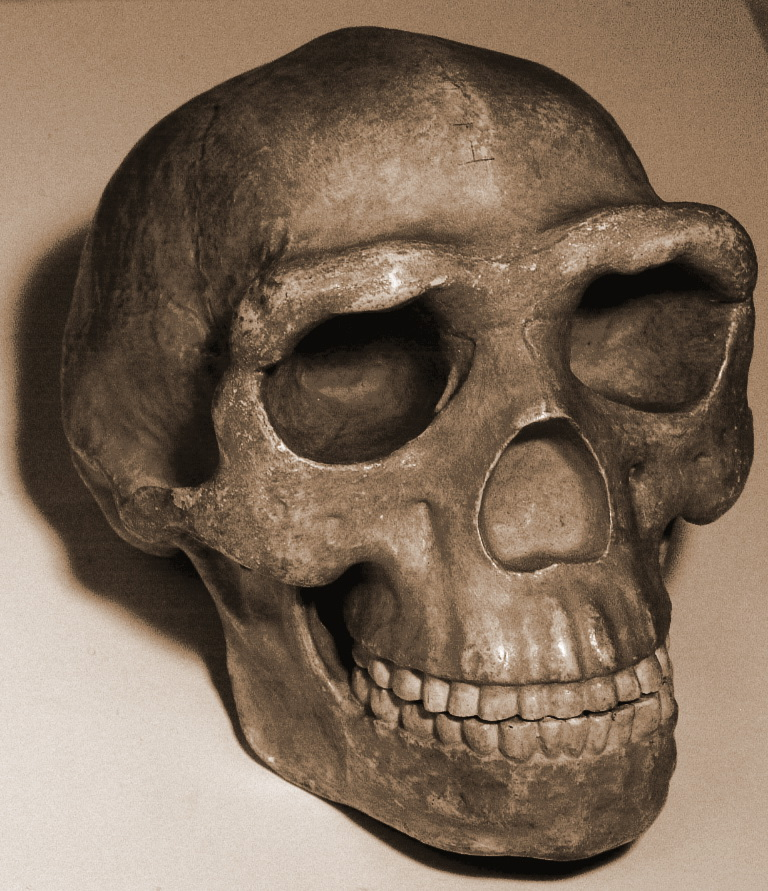
جمجمة إنسان بكين

يحمل رأس انسان بكين شبها مع القرد البشري نجده في خواصه التشريحية التالية: جبهة منخفضة مع عظمتين غليظتين متصلتين فوق عينيه، أنف افطس عريض، فم ناتئ، وجبهتان بارزتان، فضلا عن الجمجمة السميكة التي تصغر جمجمة الإنسان الحديث. وثمة مع ذاك تطور اصاب اطرافه الاربعة نتيجة لاستخدامها في العمل مكنه من التصرف بها حسب حاجاته رغم ان رجليه ظلتا غير تامتي الاستقامة. وقد جلب هذا التطور في الاطراف الاربعة تطورا مماثلا على الرأس والدماغ. . وبهذه الخواص يتميز انسان بكين عن القرد البشري.
تمكن انسان بكين من صنع الادوات البسيطة من الحجر والخشب، مسجلا بذلك أحد الفروق الاساسية بين الإنسان والحيوان. وتمثل هذه الادوات، التي استعملت للصيد والجني، الحقبة المبكرة من العصر الحجرى القديم. واقتبس النار من الغابات المحترقة بفعل الصواعق وحفظها طوال السنة وقد استخدمها للحصول عل الطعام الناضج السهل الهضم الذي ساعد على تقوية بدنه، كما عزز بها قدرته على تحدى الطبيعة باستخدامها للإضاءة والتدفئة وطرد الضوارى.
ولعدم كفاءة الادوات تعذر على انسان بكين أن يحصل منفردا عل قوته فكان يعمل جماعيا. ولتأمين سلامته فقد عاش كذاك بشكل جماعي. وكان يخرج نهارا في زمر ليجمع النباتات ويقتنص الحيوانات الصغيرة بالحجارة أوالعصي، وتستهلك مكتسبات النهار من قبل المجموع. وكانت تسرح في هذه البقعة التي تمتاز برطوبتها واعتدال مناخها قطعان الأوابد والضواري كالحصان البري والأيل المرقط والغزال والكركدن والدب والذئب والنمر ذي الأسنان السيفية. اما مهجعه ففى الكهوف الجبلية التي تحميها المشاعل الدائمة من غزو الوحوش. وفي أثناء العمل الجماعى صار بإمكان إنسان بكين أن يعبر عن مشاعره ويتبادل افكاره بأصوات لغوية بسيطة بمساعدة الإيماء.

## المشترك العشائري
تطور الإنسان الأول في النضال ضد الطبيعة فظهر بعد انسان بكين، إنسان مابا (قوانغدونغ) في حوض نهر اللؤلؤ وإنسان تشانغيانغ (خوبي) في حوض اليانغتسي، وإنسان دينغتسون (شانشي) في حوض النهر الأصفر.
وفيما قبل 17000 سنة عاش مخلوق آخر يشبه الإنسان الحديث من حيث الأساس أطلق عليه إنسان الكهف الإعلى لأنه أقام في كهوف تقع فوق كهوف انسان بكين. ويؤشر هذا الكائن مرحلة تطور من الانسي المنتصب أو الإنسان القرد إلى الانسي المتعقل أو الإنسان الحديث. وكان لهذا الإنسان من القدرات ما ليس لسابقه فقد ماس الحفر والنحت وخياطة الملابس من الجلود بالإبر العظمية والتقشير والسلخ. وصار يأكل، علاوة على النباتات والحيوانات البرية، السمك وغيره من الاحياء المائية كما انه عرف كيف يستوقد النار.
بعد أن تطور الإنسان تغير التنظيم الاجتماعى فتحولت القطعان البدائية التي تعيش بشكل عشوائى إلى المشترك العشائري القائم على رابطة الدم بين أفراده. وكان الشكل الأول لهذا المشترك أموميا. وخلال الوف السنين، شهدت الصين مشتركات عشيرة أمومية شملت هيلونغجيانغ شمالا، وشينجيانغ في الشمال الغربى، ويوننان والتبت في الجنوب الغربي، وتايوان جنوبا. وقد عثر عام 1952 على طلل لقرية بانبوه (شنشي) في حوض النهر الأصفر، يرجع إلى 6000 - 7000 سنة، يعرف بطلل عشيرة بانبوه. وفي عام 1973 نبش عن طلال أخرى في قرية خمدو بمحافظة يوياو (تشجيانغ) في حوض اليانغتسي ترجع إلى «عشيرة خمدو». وفي هذين الموقعين تم الوقوف على نموذجين كاملين للمشترك العشائري يرجعان إلى الدهر الحجرى الجديد.
في عشيرة بانبوه التي شهدت ذروة المشترك العشائرى الأمومي، تبوأت المرأة مكانة قيادية في الإنتاج والحياة اليومية بحيث تحددت الانساب تبعا للأم. وعلى يد هذه العشيرة بدا استعمال الفأس والرفش والسكين الحجرى المصقول وكذلك الإبرة والمخرز والستارة والكلاب، المصنوعة من العظام والقرون. كما استعملت في الصيد سهام ذات نصل من الحجر أو العظام.
وفي أيامها بدأت الزراعة، ربما على يد المرأة التي لفت نظرها نمو النبات من البذور المتساقطة على الأرض فتعلمت كيف ينبت الزرع. وقام أنسان بانبوه بتنظيف الأرض من الأعشاب والأشجار بالنار ثم تمهيدها بالرفش الحجرى والمعزقة الخشبية، وبذرها بالعصا الخشبية المدببة. ومن المحاصيل التي زرعت حينذاك الذرة (الصين كانت أول بلد يزرع الذرة في العالم) وقد استعملت في حصادها السكاكين الحجرية والفخارية والخضروات للأكل والقنب للقماش. ومع تقدم وسائل الصيد كثرت عوائده فتوفر منه فائض للتربية. ومن اوائل الحيوانات التي بدئ بتربيتها الخنزير والكلب والبقر والغنم والدجاج. ورغم أن الزراعة وتربية الحيوات احتلت جزءا رئيسيا من الإنتاج بقي الصيد البرى والمائى يحتفظ بمكانة هامة.
وبدأ إنسان بانبوه بانتاج الفخاريات واستعمالها أوعية للماء وغيره وللطبخ، وظهرت على يديه أول محاولات الزخرفة حيث وجدت على فخارياته صور لوجه الإنسان وللاسماك والزهور. وأول محاولات الكتابة متمثلة في علامات كتابية من 20 أو 30 نمطا وجدت مخطوطة على اوعية الفخار.
وفي مشترك بانبوه تحولت المعيشة من الكهوف إلى البيوت التي بنيت على شكل أكواخ مستطيلة أو مستديرة تضم ما بين 40 أو 50 بيتا بلا نوافذ، وحولها خندق بعرض 6 أمتار وعمق بنفس القدر لحمايتها من الضواري، وكانت ابوابها موجهة صوب الجنوب لتجنب ريح الشمال الباردة. ويشغل كل بيت حوالى عشرة امتار وفي وسط كل منطقة سكنية مبنى كبير مستطيل للنشاط الجماعي. وقد وجدت خارج الخندق مقبرة تقع إلى الشمال وأتون في الشرق. وتتشكل من كل هذه المعطيات ملامح قرية منظمة تندرج في نفس طراز حضارة يانغشاو الحجرية.
في خمدو، كما في بانبوه، استعملت الأدوات الزراعية من العظام والخشب والحجر لحراثة وزرع الرز الذي بدأت زراعته في الصين قبل غيرها. وعاش أهل خمدو، قبل 7000 سنة، حياة مستقرة تعتمد على الزراعة وتربية الحيوان كالخنزير والكلب والجاموس، وسكنوا في بيوت من الخشب.
إن كلا من بانبوه وخمدو مشترك عشيري، فالأراضى والمساكن والمواشي ممتلكات عامة، والعمل جماعي، ويتشارك الجميع في ثماره بلا استثناء أو حيف في التوزيع. وكانت المساواة قاعدة عامة اذ لا وجود لفقير أو غني، ورفيع أو وضيع. ولم يعثر على أي فوارق في الأدوات الجنائزية يمكن ان تشير إلى فوارق في الحياة الاجماعية.
وكان العشيرة كبيرها الذي ينظم شؤونها دون أن تكون له سلطة آمرة، وتحل المشاكل بالتشاور بين كل الافراد. ولما نشأت القبيلة من انضمام العشائر المتجاورة لم يطرأ تغير على بنيتها الاجتماعية وظل كبير القبيلة، شأن كبير العشيرة، يتعين بالاختيار، دون ان ينفصل عن العمل أو يتمتع بامتياز.

## العشيرة الأبوية

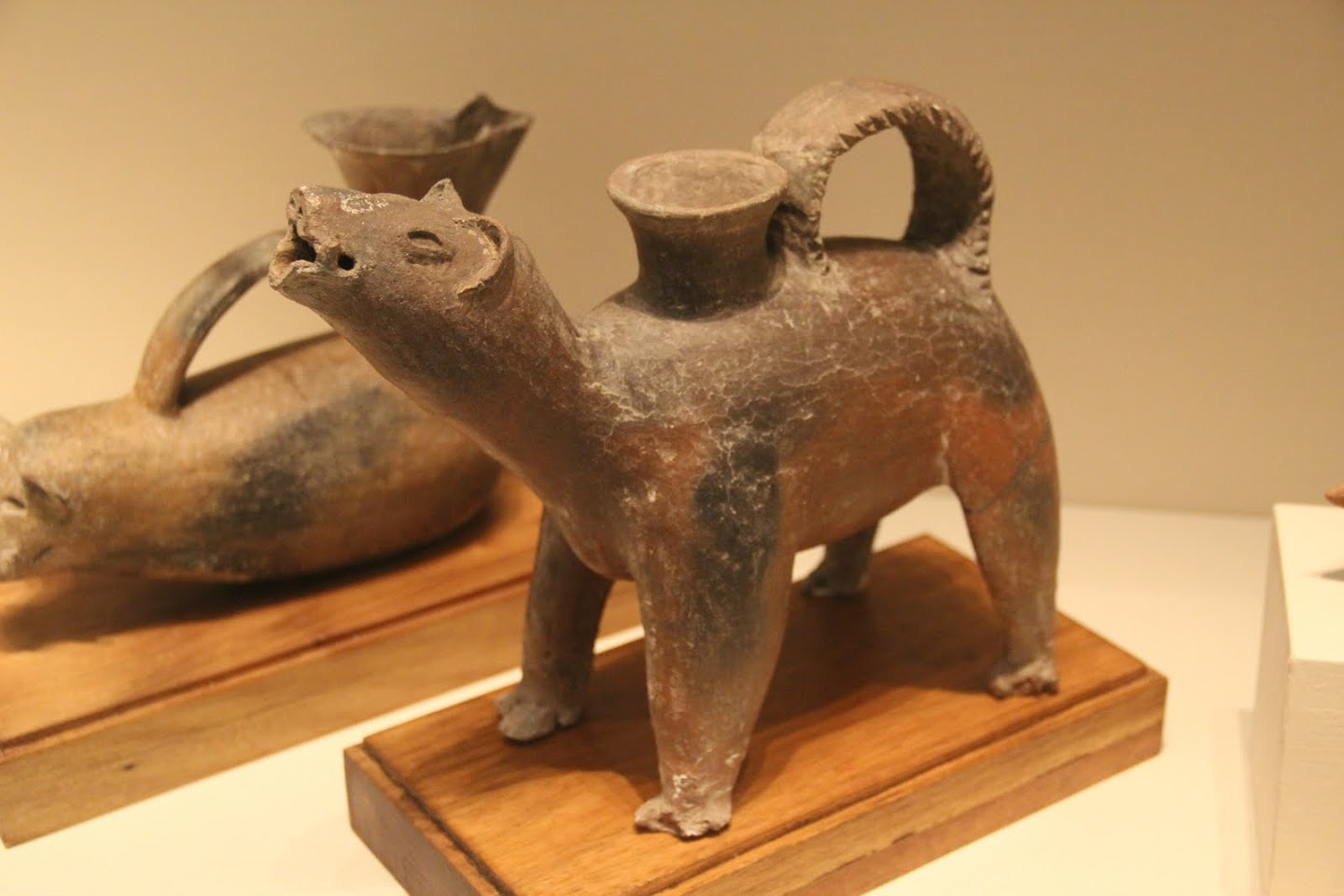
خزف من زمن حضارة داونكو

مع تطور الزراعة ورعي المواشى، أخذ الرجل القيادة من المرأة في الإنتاج والحياة اليومية فظهرت العشيرة الأبوية التي تتحدد فيها الأنساب حسب رابطة الدم مع الأب. ويعثى ذلك افول المجتمع البدائى وهو ما تدل عليه آثار اواسط حضارة داونكو واواخرها (4). وقد كشف عن هذه الحضارة عام 1959 في داونكو (شاندونغ) وهى ترجع إلى ما قبل 5000 - 6000 سنة، وتمتد ما بين شاندونغ وشمال جيانغسو.
في عصر داونكو صار الإنسان يزرع الأراضي المستصلحة بعد قطع الأشجار والدغل بأدوات حجرية ويستعمل للحصاد سكينا من الحجر ومنجلا من العظام والأصداف. وتطورت رعاية الختزير والغنم والبقر والدجاج فوفرت المزيد من مصادر اللحوم. ومع دخول الإنتاج هذه المرحلة من تطوره ظهرت صناعة يدوية تضم الفخاريات والحجريات والعظميات إلى جانب صياغة ونحت اليشم والعاج. وبدأت بعض الاسر تتخصص في واحدة أو أكثر من هذه المهن. وفي أواخر هذا العصر نشأت الملكية الخاصة على حساب المساواة البدائية حيث خلقت زيادة الإنتاج إمكانات الاستيلاء على ثمار عمل الآخرين؛ وطفق كبراء العشائر أو القبائل يستفيدون من مراكزهم للاستئثار بالفوائض وكان في مقدمة ما استأثروا به الحبوب والمواشى ثم امتلكوا أدوات الزينة وأوعية الخمور وحليت نساؤهم بالأسورة وخاتم اليشم واستخدمن امشاط العاج، وتميزوا في الدفن فاحتوت قبورهم على الكثير من المواد الجنائزية كرأس الخنزيروفكه الأسفل وأدوات الفخار. وقد نبش في أحد القبور الكبيرة عن 117 مادة من بينها رفش وسوار من اليشم وثلاث قلائد من الرخام والفيروز و13 قدحا للخمر. هذا بينما اقتصرت مقتنيات معظم أفراد العشيرة على لوازم الإنتاج والفخاريات اليومية، طبقا لما دلت عليه محتويات قبور الفقراء التي نبش عنها في نفس الموقع.

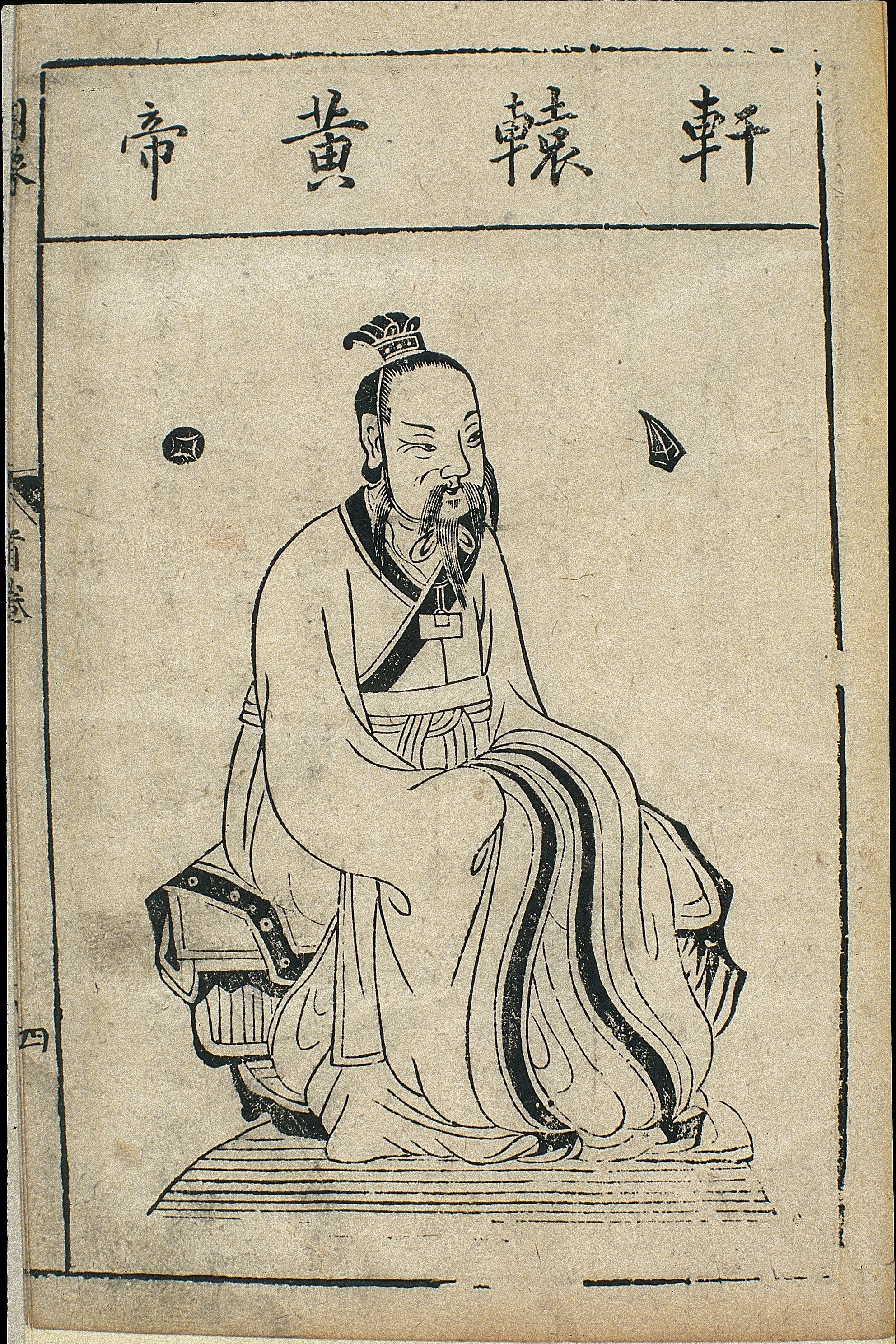
الإمبراطور الأصفر

قادت هذه التغيرات في الوضع الاجتماعي لمجتمع العشيرة إلى نشوء الطبقات والصراع الطبقى الذي اتسمت به الحقبة الاخيرة من حضارة داونكو؛ ومنه إلى ظهور الدولة، وليدة الانقسام الطبقى. وقد انعكست هذه السيرورة في خرافات قديمة، منها حكاية هوانغ دى (الإمبراطور الاصفر) الذي قيل انه شكل اتحادا قبائليا قبل اكثرمن 4000 سنه، تولى زعامته باختيار ديمقراطى، كل من هوانغ دى، وياو، وشون، ويوى على التوالي. وتبعا للخرافة، كان ياو غنيا وانه زود شون، المرشح لخلافته، بالملابس والآلات الموسيقية وبأعداد وفيرة من الماشية والأغنام. وكان لشون هرى في بيته لتخزين الحبوب الزائدة كما كان يقايض ما لديه من البضائع مع العشائر الأخرى . وتقول الخرافة ان ييو العظيم، آخر هؤلاء الحكام، قد جاء من عائلة نبيلة، وأنه استخدم ما لديه من قوة لفرض إرادته على الآخرين. وبعد موته تولى ابنه تشى رئاسة الاتحاد، وهذا كان أول خرق لمبداً الاختيار الديمقراطي.
صار الامر وراثيا. ويعزى إلى تشى نفسه تأسيس أسرة شيا (2100 - 1600 ق م) التي اعتبرت بداية الدولة في الصين. وتحول كبراء العشائر إلى قادة أغنياء، ولتوسيع نفوذهم وزيادة ثرواتهم ساقوا افرادهم إلى الحروب وأخذوا باسترقاق الأسرى بدلا من قتلهم، بينما انحط بعض الفقراء إلى عبيد، وارغم المتسلطون عبيدهم على العمل المرهق وابتزوا كل ثمار كدهم.
هكذا ظهر المجتمع العبودى على اشلاء المجتمع البدائى فتفككت الملكية العامة وألغيت المساواة بين الناس. لكن النظام العبودى وسع حجم الإنتاج ورفع الانتاجية، فهو بالتالي يمثل قفزة في التقدم الاجتماعى مكنت المنتجين الرئيسيين وهم العبيد، من خلق ثروات مادية وعلوم وثقافات لم يعرفها المجتمع البدائى.